# William B. Coley Award
William B. Coley Award (Nagroda im. Williama B. Coleya) – amerykańska nagroda naukowa przyznawana corocznie przez Cancer Research Institute za wybitne osiągnięcia na polu immunologii podstawowej i nowotworowej, a których praca przyczyniła się do pogłębienia zrozumienia odpowiedzi układu odpornościowego na choroby, w tym choroby nowotworowe.
Po raz pierwszy Nagroda została przyznana w 1975 roku grupie 16 naukowców, nazwanych „prekursorami immunologii nowotworowej”. W 1993 roku nazwę nagrody zmieniono na cześć Williama B. Coleya, chirurga z końca XIX wieku, który podjął pierwsze próby bezoperacyjnego leczenia raka poprzez stymulację układu odpornościowego organizmu.

## Laureaci
Źródło: Cancer Research Institute, https://www.cancerresearch.org

- 1975: Garry I. Abelev, Edward A. Boyse, Edgar J. Foley, Robert A. Good, Peter A. Gorer (postum), Ludwik Gross, Gertrude Henle i Werner Henle, Robert J. Huebner, Edmund Klein, Eva Klein i George Klein, Donald L. Morton, Lloyd J. Old, Richmond T. Prehn, Hans O. Sjogren
- 1978: Howard B. Andervont, Jacob Furth, Earl L. Green, Margaret C. Green, Walter E. Heston, Clarence C. Little, George D. Snell (Nagroda Nobla 1980), Leonell C. Strong
- 1979: Yuang-yun Chu, Zongtang Sun, Zhao-you Tang
- 1983: Richard K. Gershon
- 1987: Thierry Boon, Rolf M. Zinkernagel (Nagroda Nobla 1996)
- 1989: Howard Grey, Alain Townsend, Emil Unanue
- 1993: Pamela Bjorkman, John Kappler, Philippa Marrack, Alvaro Morales, Jack Strominger, Don Craig Wiley
- 1995: Ferdy J. Lejeune, Malcolm A. S. Moore, Timothy Springer
- 1996: Giorgio Trinchieri
- 1997: Robert L. Coffman, Tim R. Mosmann, Stuart F. Schlossman
- 1998: Klas Kärre, Lorenzo Moretta, Ralph M. Steinman (Nagroda Nobla 2011)
- 1999: James E. Darnell, Ian M. Kerr, Richard A. Lerner, George R. Stark, Greg Winter (Nagroda Nobla 2018)
- 2000: Mark M. Davis, Michael Pfreundschuh
- 2001: Robert D. Schreiber
- 2002: Lewis L. Lanier, David H. Raulet, Mark J. Smyth
- 2003: Jules A. Hoffmann (Nagroda Nobla 2011), Charles A. Janeway, Bruno Lemaitre, Ruslan Medzhitov
- 2004: Shimon Sakaguchi, Ethan M. Shevach
- 2005: James P. Allison (Nagroda Nobla 2018)
- 2006: Shizuo Akira, Bruce A. Beutler (Nagroda Nobla  2011), Ian H. Frazer, Harald zur Hausen (Nagroda Nobla 2008)
- 2007: Jeffrey V. Ravetch
- 2008: Michael J. Bevan
- 2009: Cornelis J. M. Melief, Frederick W. Alt, Klaus Rajewsky
- 2010: Haruo Ohtani, Wolf Hervé Fridman, Jérôme Galon
- 2011: Philip D. Greenberg, Steven A. Rosenberg
- 2012: Richard A. Flavell, Laurie H. Glimcher, Kenneth M. Murphy, Carl H. June, Michel Sadelain
- 2013: Michael B. Karin
- 2014: Tasuku Honjo (Nagroda Nobla 2018), Lieping Chen, Arlene Sharpe, Gordon J. Freeman
- 2015: Glenn Dranoff, Alexander Rudensky
- 2016: Ton N. Schumacher, Dan R. Littman
- 2017: Rafi Ahmed, Thomas F. Gajewski
- 2018: Miriam Merad, Padmanee Sharma
- 2019: Antoni Ribas, Elizabeth Jaffee, Zelig Eshhar, Lawrence Samelson, Brian Seed, Arthur Weiss
- 2020: Andrea Ablasser, Glen N. Barber, Zhijian J. Chen, Veit Hornung, Russell E. Vance
- 2021: Katalin Karikó, Drew Weissman, Uğur Şahin, Özlem Türeci